# لوئیزا آلدریچ-بلیک
لوئیزا آلدریچ-بلیک (انگلیسی: Louisa Aldrich-Blake؛ ۱۵ اوت ۱۸۶۵ – ۲۸ دسامبر ۱۹۲۵) یک جراح اهل انگلستان بود.
وی که دختر یک معاون و دستیار کشیش در لندن بود، یکی از نخستین زنانی است که وارد دنیای پزشکی مدرن شد. لوئیزا دانش‌آموختهٔ رشتهٔ پزشکی در «بیمارستان رویال فری» در سال ۱۸۹۳ بود و پس از دریافت مدرک جراحی، تا سال ۱۹۱۰ میلادی یکی از جراحان پیشگام زمانهٔ خود محسوب می‌شد. او طی دوران جنگ جهانی اول داوطلبانه به ارتش پیوست و یکی از نخستین کسانی بود جراحی سرطان روده بزرگ و سرطان دهانه رحم را انجام داد. به پاس تعهد و زحمات لوئیزا آلدریچ، تندیسی از وی در تَـویستاک اسکویر در لندن و در نزدیکی محل تحصیلش برپا شده‌است.
لوئیزا تحصیلات پیش‌دانشگاهی خود را در کالج زنان چلتنهام گذراند و دورهٔ «کارشناسی علوم»، «کارشناسی پزشکی» و «دکترای پزشکی» خود را به‌عنوان شاگرد اول در دانشکده پزشکی زنان لندن در ۱۸۹۴ به اتمام رساند. سپس برای تکمیل تحصیلات خود به دانشگاه لندن رفت و پس از فارغ‌التحصیلی از آنجا، به رشتهٔ جراحی مشغول شد و یک‌سال بعد مدرک کارشناسی ارشد جراحی دریافت داشت. سپس مدارک تکمیلی پزشکی را و جراحی از دانشگاه لندن دریافت نموده و به نخستین زنی در بریتانیا مبدل شد که مدرک کارشناسی ارشد جراحی دریافت کرده است. لوئیزا خود را وقف آموزش دانشجویان پزشکی در دانشگاه محل تحصیلش نموده بود و در سال ۱۹۰۶ قائم‌مقام دانشگاه و در سال ۱۹۱۴، رئیس آنجا شد. تشویق دختران برای تحصیل در رشتهٔ پزشکی توسط او، سبب شد تا طی جنگ جهانی اول جمعیت دانشکده پزشکی زنان لندن دو برابر شود.
لوئیزا آلدریج در ۲۸ دسامبر ۱۹۳۵ میلادی به دلیل ابتلا به سرطان در خانه‌اش درگذشت.